# بلاط (مدينة)
بلاط، مدينة مصرية وقاعدة مركز بلاط في محافظة الوادي الجديد.